# حزب الشمس الوطني
حزب الشمس الوطني (بالإندونيسية: Partai Matahari Bangsa) هو حزب سياسي في إندونيسيا. خاض الانتخابات عام 2009م.
تم تأسيس الحزب من قبل نشطاء من حزب الأمانة الوطنية الذين كانوا محبطين من الطريقة التي عرقل بها الجيل الأكبر سنا طريقهم إلى القيادة. تم تأسيس الحزب من قبل أعضاء المحمدية، ولا يزال بعض كبار أعضاء الحزب ينتمون إلى المنظمة، كما يمثلون 75 ٪ من أعضاء الحزب. يأمل الحزب في أن يتولى الشباب قيادة إندونيسيا في عام 2014. وقد حدد هدفًا يتمثل في 30 مقعدًا في الانتخابات التشريعية لعام 2009، لكنه فاز بنسبة 0.4 في المائة فقط من الأصوات، أي أقل من 2.5 في المائة من العتبة الانتخابية، مما يعني أنه لم يحصل على مقاعد في مجلس النواب الشعبي.